# Jackie Burkhart
Jacqueline Beulah (Jackie) Burkhart (24 september 1961) is een fictief personage uit de Amerikaanse televisieserie That '70s Show van Fox Network, gespeeld door Mila Kunis.

## Persoonlijkheid
Het grote kenmerk van Jackie is dat ze erg asociaal is. Ze wordt vaak als bitch uitgebeeld. Jackie is de dochter van een rijke vader, die de belasting opgelicht heeft. Als enig kind werd ze daarom erg vertroeteld. Nu, als ze wat ouder is, is haar vader opgepakt en zit in de gevangenis. Toch blijft ze haar karakter houden, en vraagt ze dus veel van haar vrienden. Haar vriendjes zijn als slaafjes voor haar. Als haar vriendje, Michael Kelso, geen werk heeft en er wel geld moet komen, heeft goede vriendin Donna Pinciotti een idee voor Jackie, om te gaan werken als kaasverkoopster. Jackie begrijpt het niet helemaal en denkt dat Donna dat baantje voor haar wil nemen, en dat Jackie dan het geld ontvangt. Uiteindelijk neemt ze het baantje toch zelf. Naarmate het seizoen duurt, wordt ze steeds aardiger, meelevender en spontaner.

## Relaties
De vertolker van Jackie (Mila Kunis), beschrijft Jackie als een 'hoer'. Ze gaat met vele vriendjes en heeft een relatie gehad met elk lid van haar vriendengroep, met uitzondering van Eric Forman, die al een relatie met Donna heeft. Ook probeert ze Steven Hyde, haar vriendje in seizoen 5-7, jaloers te maken met een andere jongen.
In het laatste seizoen krijgt ze een relatie met Fez.